# Anu Malhotra

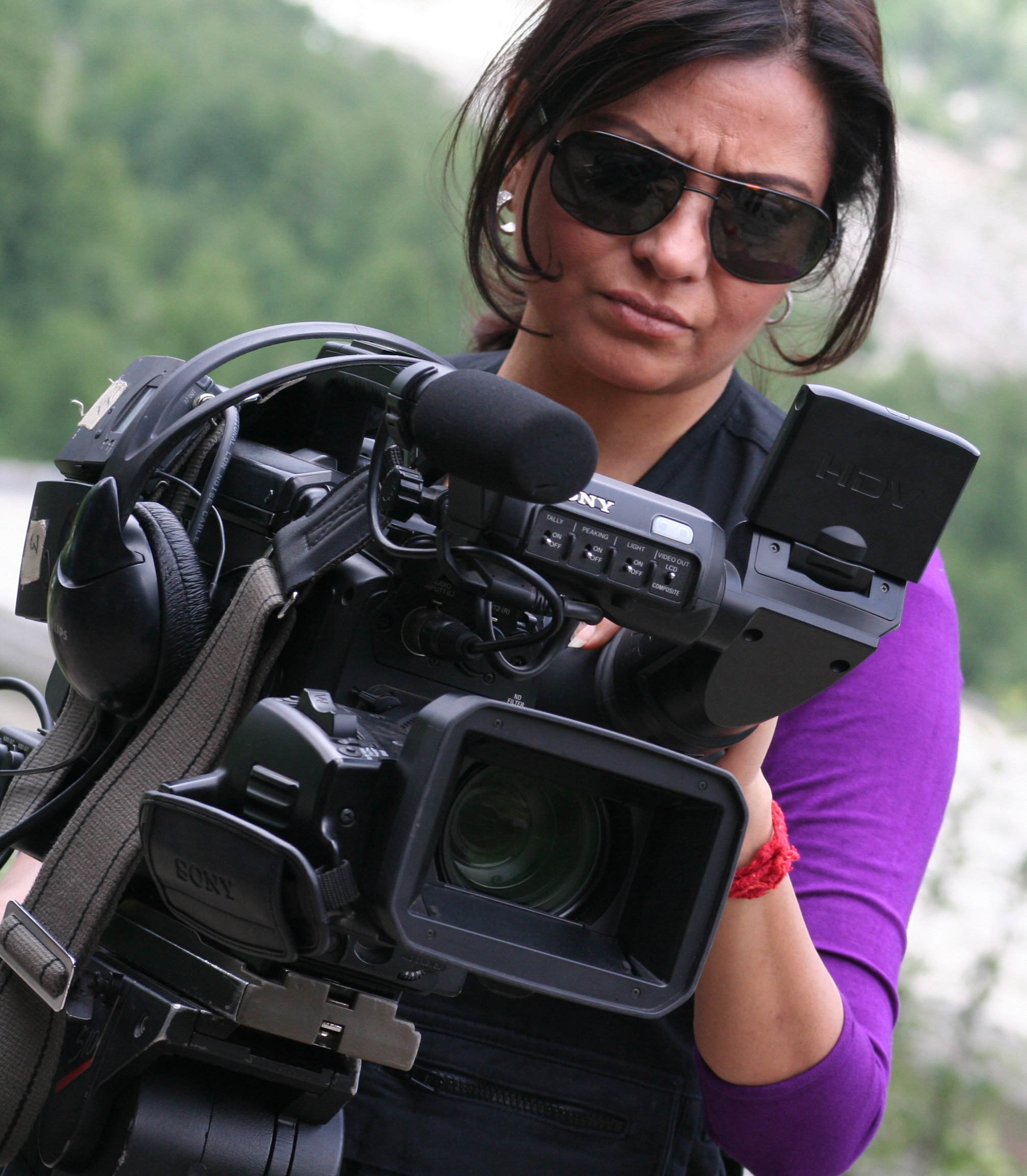
Anu Malhotra (2009)

Anu Malhotra (Hindi अनु मल्होत्रा; * 26. März 1961 in Gorakhpur, Uttar Pradesh) ist eine indische Filmproduzentin und Filmregisseurin.

## Werdegang
Malhotras Vater war bei der Luftwaffe, so dass seine Tochter mehrfach den Wohnort und die Schule wechseln musste. Die letzten drei Schuljahre verbrachte sie im Internat The Lawrence School, Sanawar in Himachal Pradesh und schloss ihr Studium der Wirtschaftswissenschaft am St. Mary's College in Bengaluru ab. Anu Malhotra moderierte in den 1990er Jahren die Reiseshows Namaste India und Indian Holiday, die sehr erfolgreich waren und neue Trends setzten. 1994 gründete sie die Produktionsfirma AIM Television. Malhotra moderierte die Lifestyle-Programme Khubsoorat (1994–1996), Jhatpat Khana (1997–2001), Take 5 (1996–1997), Peoples Club (1995–1996) und Breakfast with Zee (2000–2001). 2000 bis 2010 brachte sie mehrere Dokumentationen heraus, die sich auf die magisch-religiösen Kulturen Indiens konzentrieren: The Apa Tani of Arunachal Pradesh, The Konyak of Nagaland, The Maharaja of Jodhpur, der Episodenfilm Shamans of the Himalayas.
2011 fand die erste Einzelausstellung von Anu Malhotra statt. Unter dem Titel Soul Survivors zeigte sie Fotografien und Multimedia-Exponate im Nationalmuseum Neu-Delhi und 2018 im Bikaner House in Neu-Delhi.
Malhotra wurde mit 16 nationalen und internationalen Preisen ausgezeichnet (darunter 2018 der Nari Shakti Puraskar) und sagt über ihre Motive: „I have always sought to capture India’s rich cultural heritage and vibrant living traditions through my films. My mission is to document cultures that are fast disappearing and remind viewers of the importance of learning from and sustaining, their traditional wisdom.“ / „Ich habe immer versucht, das reiche kulturelle Erbe und die lebendigen Traditionen Indiens in meinen Filmen einzufangen. Meine Mission ist es, Kulturen zu dokumentieren, die schnell verschwinden, und die Zuschauer daran zu erinnern, wie wichtig es ist, von ihrer traditionellen Weisheit zu lernen und sie aufrechtzuerhalten.“